# Rhysium bimaculatum
Rhysium bimaculatum là một loài bọ cánh cứng trong họ Cerambycidae.